# Petelinjek
Petelinjek – wieś w Słowenii, w gminie miejskiej Novo mesto. W 2018 roku liczyła 219 mieszkańców. 